# الاضطرابات ثنائية القطب (مجلة)
الاضطرابات ثنائية القطب (بالإنجليزية: Bipolar Disorders) هي مجلة طبية محكمة تغطي الأبحاث المتعلقة بالاضطرابات ثنائية القطب، وتنشر ثمان مرات في السنة من قبل الناشر وايلي بلاكويل [الإنجليزية]، كما أنها المجلة الرسمية للجمعية الدولية للاضطرابات ثنائية القطب [الإنجليزية]. تأسست المجلة في عام 1999 ورئيسي تحريرها هما ك. روي تشينغابا وجين س. مالهي (معهد وعيادة الطب النفسي الغربي [الإنجليزية]).

## المسخلصات والفهرسة
المجلة مُلخصة ومٌفهرسة في:
- سكوبس
- محرك البحث الأكاديمي
- سي أس أيه (شركة قاعدة بيانات) [الإنجليزية]
- المحتويات الحالية (قاعدة بيانات)
- امباسي [الإنجليزية]
- الفهرس الطبي [الإنجليزية]
- سايسينفو [الإنجليزية]
- مؤشر الاقتباس العلمي

وفقًا لتقارير الاستشهاد بالمجلات الأكاديمية، فإن للمجلة عامل تأثير 2021 يبلغ 6.744.

## روابط خارجية
- الموقع الرسمي